# Andy McCluskey
Andy McCluskey né le 24 juin 1959 à Heswall dans le Merseyside est un musicien, chanteur, auteur-compositeur anglais.

## Biographie
Tout jeune, il rencontre Paul Humphreys à l'école primaire Great Meols à Elwyn Road et, après avoir appris la guitare et les claviers, jouent ensemble au milieu des années 1970 dans divers groupes musicaux comme Hitlers Underpantz, VCL XI, The Id. Puis quelque temps devient le chanteur du groupe Dalek I love you.
En 1978 il fonde Orchestral Manoeuvres in the Dark avec Humphreys rejoints peu après par Martin Cooper et Malcolm Holmes. OMD connait au début des années  1980 un grand succès international et les tubes s'enchainent avec Enola gay, Messages, Souvenir, Electricity, Joan of Arc, Maid of Orleans, Locomotion, Telegraph ou Tesla girls.
En 1989 ses trois alter ego quittent OMD et McCluskey complète OMD deuxième version avec d'autres musiciens.
Avec ce nouveau OMD il sort trois albums, en 1991 Sugar Tax qui connaît un certain succès commercial, puis en 1993 l'album Liberator et en 1996 Universal. Avec l'échec commercial de ces derniers albums il dissout OMD.
En 1999 il monte et produit un girl group Atomic Kitten et renoue avec le succès grâce à une chanson qu'il coécrit Whole again, classée n°1 des charts, ce qui lui vaut d'être nommé dans la catégorie  meilleur song writer aux Ivor Novello Awards. Il crée un label de production et d'édition musicale White Noise Records qui produit un nouveau girl group The Genie Queen et achète un studio d'enregistrement à Liverpool, The Motor Museum.
En juin 2005 le OMD historique de 1978 est reformé à l'occasion d'une émission télévisée allemande. En 2007 OMD est officiellement de retour et part en tournée.